# Không gian mạng
Không gian mạng hay không gian ảo (từ tiếng Anh là cyberspace) là một không gian ảo, nơi các máy tính trao đổi dữ liệu, thông tin. Từ không gian mạng cũng dùng để chỉ một mạng lưới toàn cầu của các cơ sở hạ tầng công nghệ thông tin phụ thuộc lẫn nhau, mạng viễn thông và các hệ thống máy tính. Từ gốc tiếng Anh là cyberspace ban đầu được sử dụng trong văn hóa đại chúng ở các tác phẩm khoa học viễn tưởng nhưng sau này lại được chính thức sử dụng bởi những nhà phát triển mạng viễn thông, các nhà lãnh đạo, những chính trị gia, những người đứng đầu các tập đoàn lớn,... để mô tả về một môi trường của những công nghệ thuộc về lĩnh vực điện tử - viễn thông mang tính chất toàn cầu. Khái niệm về không gian mạng trở nên phổ biến hơn vào những năm 1990 khi thế giới bắt đầu chứng kiến sự bùng nổ của mạng Internet cũng như sự phát triển vượt bậc của các công nghệ bán dẫn, kĩ thuật số, hệ thống điện toán, thông tin liên lạc và đây cũng chính là thành tựu quan trọng nhất trong Cách mạng công nghiệp lần 3.
Nguồn gốc của không gian mạng (cyberspace) xuất phát từ từ "cybernetics", bắt nguồn từ một từ Hy Lạp cổ đại κυβερνήτης để chỉ những người làm nhiệm vụ "dẫn đường" theo cả nghĩa đen lẫn nghĩa bóng như những chính trị gia, tài xé, người lái tàu,... Từ "cybernetics" lần đầu tiên được sửa dụng bởi nhà toán học và triết gia người Mỹ Norbert Wiener trong những công trình nghiên cứu tiên phong của ông về điều khiển - tự động hóa và điện tử - truyền thông. Từ "cyberspace" lần đầu tiên xuất hiện trong truyện ngắn "Burning Chrome" của tác giả William Gibson trên tạp chí Omni vào tháng 7 năm 1982).
Không gian mạng được xem như một trải nghiệm xã hội, các cá nhân có thể tương tác, trao đổi ý kiến, chia sẻ thông tin, cung cấp hỗ trợ xã hội, đạo đức kinh doanh, hành động trực tiếp, tạo ra phương tiện truyền thông nghệ thuật, chơi trò chơi, tham gia vào các cuộc thảo luận chính trị, và như vậy, sử dụng mạng lưới toàn cầu này. Những người trải nghiệm không gian mạng thường xem như một cybernaut, một từ tiếng Anh để chỉ những người trải nghiệm những thứ liên quan đến thực tế ảo.

## Lịch sử phát triển
Bài chi tiết: Cách mạng công nghiệp lần 3, Internet
Lịch sử phát triển của các khái niệm liên quan đến không gian mạng gắn liền với cuộc Cách mạng công nghiêp lần 3 cùng với sự bùng nổ của Internet. Tuy nhiên các chuyên gia vẫn khẳng định các khái niệm về không gian mạng không thể lẫn lộn với Internet và không gian mạng được xem như là một phép ẩn dụ khi nói về Internet (Internet metaphor).